# Mietgarantie
Mit der Mietgarantie übernimmt der ausstellende Garant die Haftung für die Zahlung der in einem Mietvertrag über Wohnräume oder Geschäftsräume zwischen Vermieter und Mieter vereinbarten Miete. Die Mietgarantie darf nicht mit der Mietbürgschaft verwechselt werden, die als Mietsicherheit nach § 551 Abs. 1 BGB für Wohnraummieten gilt. Diese meist durch Barkaution erbrachte Mietsicherheit darf höchstens das Dreifache der auf einen Monat entfallenden Miete ohne die als Pauschale oder als Vorauszahlung ausgewiesenen Betriebskosten betragen (§ 551 Abs. 1 BGB). Die Barkaution ist durch den Mieter bei Abschluss des Mietvertrages zu zahlen; sie kann durch eine Mietbürgschaft von Kreditinstituten oder durch eine Mietkautionsversicherung von Versicherern ersetzt werden. Davon unabhängig ist das kumulative Vermieterpfandrecht, das keine Kaution darstellt.

## Zweck
Die Mietgarantie dient dagegen zur Absicherung des Mietausfallrisikos, welches der Bauherr im Rahmen eines Bauherrenmodells, Bauträgermodells oder Generalübernehmer- und Generalunternehmermodells trägt. Der Bauherr zieht in die Eigentumswohnung oder das Einfamilienhaus nicht selbst als Eigennutzer ein, sondern lässt sie durch den Baubetreuer vermieten. Um dem Bauherrn das üblicherweise vorhandene Mietausfallrisiko abzunehmen, lässt sich das Mietausfallrisiko durch Dritte (etwa Kreditinstitute, Versicherer) in Form der Mietgarantie absichern. Die Bonität der Kreditinstitute/Versicherer soll dem Bauherrn die Möglichkeit geben, auf sie zurückzugreifen, falls der Mieter die Miete nicht zahlen kann.
Die Laufzeit einer solchen Garantie beträgt in der Regel fünf Jahre, selten sind zehn Jahre oder andere Zeiträume. Die Avalprovision für die Mietgarantie geht in den Kaufpreis ein und wird beim Erwerb des Eigentums als Vollfinanzierung – zusammen mit allen übrigen Nebenkosten – von Kreditinstituten im Rahmen der Baufinanzierung finanziert. Die Mietgarantie selbst ist das wesentliche Verkaufsargument für den Immobilienerwerb durch den Bauherrn, weil diesem mit der garantierten Miete eine bestimmte Mietrendite garantiert wird. Durch die Mietgarantie braucht der Käufer das wirtschaftliche Risiko von Mietpreisverfall und Leerstand im garantierten Zeitraum nicht zu tragen.

## Rechtsfragen
Die Mietgarantie soll die Mietzahlungspflicht eines Mieters aus § 535 Abs. 2 BGB absichern. Hiernach ist der Mieter verpflichtet, dem Vermieter die vereinbarte Miete bei Fälligkeit (§ 556b Abs. 1 BGB) zu entrichten. Zur Sicherung dieser Mietzahlungspflicht ist der Mieter zudem zur Stellung einer Mietsicherheit gemäß § 551 Abs. 1 BGB verpflichtet, die höchstens das Dreifache der auf einen Monat entfallenden Miete (ohne die als Pauschale oder als Vorauszahlung ausgewiesenen Betriebskosten) betragen darf. Der Garant steht dafür ein, dass der Vermieter die vertraglich vereinbarte Miete auch tatsächlich erhält; damit sichert die Mietgarantie das Bonitätsrisiko des Mieters und das Leerstandsrisiko ab.
Der Garantievertrag ist im BGB nicht geregelt, aber nach den §§ 311 Abs. 1 BGB, § 241 Abs. 1 BGB zulässig. Die BGB-Bestimmungen über die Bürgschaft können bei der Garantie nicht analog angewandt werden; es gilt vielmehr analog das übrige Schuldrecht.
Da im Rahmen der Vertragsfreiheit der Mietgarant nicht zwangsläufig ein Kreditinstitut oder ein Versicherer sein muss, können auch Nichtbanken als Mietgarant fungieren. Hierbei kann für den aus der Mietgarantie begünstigten Bauherrn im Garantiefall ein Zahlungsrisiko entstehen, weil die Bonität des Mietgaranten zweifelhaft sein kann.

## Rechtsfolgen
Der Garantiefall tritt bei Mietgarantien ein, wenn der Mieter seiner Mietzahlungspflicht bei Fälligkeit nicht oder nicht vollständig nachkommt. In der Mietgarantie kann vereinbart werden, dass im Garantiefall zunächst die Mietsicherheit verwendet werden muss, bevor der Garant aus der Mietgarantie Zahlung leistet. Der Vermieter darf den Garantiebetrag stets nur anfordern, wenn die gesicherte Hauptverbindlichkeit besteht und der von den Vertragsparteien vereinbarte oder vorausgesetzte Sicherungsfall eingetreten ist. Dann muss der Vermieter lediglich das behaupten, was Zahlungsbedingung der Garantie war (sog. formeller Bürgschaftsfall). Ferner muss der Vermieter die Schlüssigkeit der Hauptforderung beweisen (sog. materieller Bürgschaftsfall). Dabei hat er nachzuweisen, dass die durch Garantie gesicherte Mietforderung fällig ist. Liegen die Voraussetzungen vor, darf der Vermieter das Kreditinstitut oder den Versicherer aus der gegebenen Mietgarantie auf Geldzahlung in Anspruch nehmen.
Dann ist der Garant aus der Garantie verpflichtet, Zahlung zu leisten. Durch die Zahlung wird bei der Garantie ein Aufwendungsersatzanspruch des Garanten aus § 670 BGB zugrunde gelegt, sodass dem Garanten eine Forderung gegen den zahlungsunfähigen Mieter zusteht.

## Vermietungsgarantie
Der Bundesgerichtshof (BGH) unterscheidet zwischen Mietgarantie und Vermietungsgarantie. Bei einer Mietgarantie übernimmt der Garant das Risiko für einen Mieteingang in bestimmter Höhe. Wird der Mieteingang nicht erreicht, muss der Garant für die ausgebliebene Differenz einstehen. Es kommt dabei nicht darauf an, worauf dieser Minderertrag zurückzuführen ist. Der Garant haftet insbesondere auch im Fall der Insolvenz des Mieters. Dagegen übernimmt der Garant bei einer „Vermietungsgarantie“ das Risiko für die Vermietung des Objekts zu einem bestimmten Mietpreis. Er  haftet insbesondere, wenn kein Mieter gefunden wird. Ist das Objekt jedoch vermietet und wird der Mieter zahlungsunfähig, so haftet der Garant bei einer „Vermietungsgarantie“ nicht.

## Faktische Mietgarantie
Im Sozialrecht gehört zum Regelbedarf gemäß § 27a Abs. 1 SGB XII auch die Unterkunft, wobei die Miete auf Antrag der leistungsberechtigten Person durch Direktzahlung an den Vermieter oder andere Empfangsberechtigte zu decken ist (Miet- und Kostenübernahmeerklärung; § 35 Abs. 1 SGB XII). Hierin sieht das Bundesverwaltungsgericht (BVerwG) eine Verpflichtung des Sozialamtes zur Zahlung des Mietzinses in der Zukunft, was einer öffentlich-rechtlichen „Mietgarantie“ gleichkäme.